# Robert Wattebled
Robert Léon Wattebled (ur. 5 czerwca 1946 w Calais) – francuski duchowny katolicki, biskup Nîmes w latach 2001-2021.

## Życiorys
Święcenia kapłańskie otrzymał 26 maja 1974 i został inkardynowany do diecezji Arras. Pełnił funkcje m.in. wikariusza biskupiego (1990-1996) oraz wikariusza generalnego diecezji (1996-2001).

### Episkopat
30 stycznia 2001 papież Jan Paweł II mianował do biskupem ordynariuszem diecezji Nîmes. Sakry biskupiej udzielił mu 1 kwietnia 2001 ówczesny biskup Arras - Jean-Paul Jaeger.
10 sierpnia 2021 papież Franciszek przyjął jego rezygnację z funkcji biskupa Nîmes.